# モールカート
モールカート(Mole cart)は、は、TaoMee社が運営している、iPhone用のアクションレースゲームである。

## 概要
Mole cartとは、中国の大手児童向けソーシャルゲーム企業であるTaoMee社がiPhone向けに運営しているレースゲームである。アプリは現在、App Storeで配信されている。
任天堂の『マリオカート』シリーズに内容が酷似していると話題になった。YouTubeに投稿されたプロモーション映像がNintendo of Americaに削除されている。
カートに乗るキャラクターは、TaoMee社が運営する農園ゲーム『摩尔庄园（モール荘園）』に登場するキャラクターが元になっている。同社ウェブサイトでは、モール荘園のキャラクターを用いたPC向けスピンオフゲームがプレイできる。

## 内容
ハンドル操作はジャイロ、バーチャルパッドのどちらでも可能。微妙なコントロールや旋回性に難有りの模様。
コースが全7種類あり、初期状態では2つのコースが遊べる。4コースが初期料金で遊べるが、残りの3コースは各85円の追加ダウンロード形式。
「マリオカートWii」の「モーモーカントリー」に酷似したレイアウトのコース。2コース目は、「キノコキャニオン」、「GCピーチビーチ」「GBAクッパキャッスル」、「64シャーベットランド」、「DSピーチガーデン」に酷似したレイアウトの7コースがある。
また、コース、音楽、キャラクターの声、アイテムボックスやアイテムがマリオカートとほぼ同じである。コースはマリオカートのコースをモデルにしており、その中から数コースをアレンジしているという。

## キャラクター

### モール(mole)
声はマリオに似ている。前歯が1本で胸に「M」が書かれていて、マントを着ているのが特徴である。

### ビッグ ホワイト ベア(big white bear)
声はドンキーコングに似ている。「ゴリラの反対にしよう」と設定されている。

### プリンセス モモ(princess momo)
声はピーチ姫に似ている。ピーチ姫を言語を反対にして設定したらしい。

### クラ(kura)
ドクロの帽子をかぶっている。顔がいかついのが特徴。

### RK
青い髪の毛とサングラスが特徴。

### ヘアリーヘッド(hairy head)
顔に翼がついたキャラクター。

## 出現アイテム
ラッキーコイン：無敵アイテム
リーフモンスター：敵の視界をふさぐ
| スタブアイコン | サブスタブ | この項目は、まだ閲覧者の調べものの参照としては役立たない、コンピュータゲームに関連した書きかけの項目です。この項目を加筆・訂正などしてくださる協力者を求めています（P:コンピュータゲーム/PJ:コンピュータゲーム）。 |